# Escuela de Artes Plásticas Neptalí Rincón
La Escuela de Artes Plásticas Neptalí Rincón es una institución educativa adscrita a la Secretaría de Cultura del Estado Zulia cuyas actividades docentes y de formación artística se iniciaron en la ciudad de Maracaibo el 18 de mayo de 1957 en sustitución de la Escuela de oficios y Artes Aplicadas Neptali Rincón y cuya cede tenía el nombre de Centro Vocacional Octavio Hernández, y hoy día se conoce como La Secretaría de Cultura del estado Zulia. En 1971 según decreto de la Gobernación del Estado, se reestructuró la institución y una comisión encargada definió su pensum educativo y sus actividades se reiniciaron nuevamente en 1973.
En 2013 el edificio sede donde hace vida la escuela fue re inaugurado como el "Palacio de las Artes del estado Zulia". Centro cultural que además de albergar la Escuela Superior de Arte Neptalí Rincón cuenta también con el Conservatorio de Música José Luis Paz, la Escuela de Danzas Típicas Maracaibo, la Escuela de Ballet, la Escuela de Teatro Inés Laredo y la Escuela de Títeres Garabato.
Recientemente la escuela amplio sus opciones de formación artística ofreciendo talleres de extensión en las áreas de Grabado experimental, Torno Básico, Orfebrería, Cerámica Wayuu (Amüchi), y Vitrofusión, además talleres de Museografía, Extensión Museística y Patrimonio Cultural.